# Yuio
Étienne Simon, connu sous le pseudonyme de Yuio, né le 2 décembre 1976 à Namur (région wallonne), est un auteur de bande dessinée, coloriste et illustrateur belge.

## Biographie
Étienne Simon naît le 2 décembre 1976 à Namur. Il commence des études artistiques en arts plastiques à l'Institut des arts et techniques de l'audiovisuel (IATA) dans la même ville, qu'il poursuit pendant quatre ans. Ensuite, il suit une formation de trois ans en bande dessinée à l'Institut Saint-Luc de Bruxelles,.
À ses débuts en 2002, Étienne Simon fait principalement de la mise en couleur (Célestin Spéculoos, Pedro le Coati, etc.) et des illustrations pour des livres didactiques ou des revues pour enfants (comme Wapiti ou Tremplin). Il choisit le pseudonyme Yuio — quatre lettres consécutives sur un clavier AZERTY.
Il s'associe avec Dav pour créer le personnage de Trikäär — un étudiant qui subit son environnement —, publié dans le magazine Spirou en 2004 et 2005. De 2006 à 2008, il réalise divers courts récits sur des scénarios d'Alcante, Gilbert Bouchard ou Falzar. En 2007, avec Sylvain Ricard et CV7, il crée Frères de la Côte dans la collection « Migration » aux éditions Caravelle, objet d'un accueil critique mitigé,,. Avec Hélène Beney, il adapte en bande dessinée Cendrillon en 2012 chez Bamboo puis, en 2014, il lance Les Magiciens du Fer avec Cetrix pour la collection « La BD dont vous êtes le héros ».
Il travaille sur divers projets pour différents éditeurs. Il collabore avec l'agence Corporate Fiction et avec Artis - Historia. Il participe à des projets d'illustration pour enfants, didactiques, des jeux de société dont Takenoko, Takenoko Chibis, Wiraqocha, Dojo, Nautilus, Zombie in my Pocket, Rockwell et Karnag,,, dans la communication. Depuis 2008, il donne des cours-ateliers de bande dessinée à l'École supérieure des arts Saint-Luc de Liège.
À l'occasion de la refonte de son site web, il se fait bloggeur avec Chair à fauteuil, fait de petites humeurs et de torchages visuels, en 2005.
Il œuvre encore comme coloriste, dans ce cas sous son nom de baptême. Lorsqu'il se met en scène ou raconte ses propres histoires, ses personnages prennent la forme d'animaux.
Comme pédagogue, il écrit Dessiner - illustrer : mode d'emploi en BD aux éditions Eyrolles en 2019. Ce livre se veut être didactique et ludique se situant entre L'Apprenti mangaka d’Akira Toriyama et L'Art invisible de Scott McCloud, un ouvrage salué unanimement par la critique,,,,.
En 2023, il réalise l'affiche de la fête de la BD et du livre pour enfants d'Andenne.
En outre, il participe aux albums collectifs Brume aux éditions Ankama, il met en image Les Chansons de Boby Lapointe en bandes dessinées (Petit à petit, 2001), celles de Claude François (2003) et de Jacques Dutronc (2004), ainsi que Les Nouvelles de Jules Verne en bandes dessinées sur un scénario de Céka (Petit à petit, 2005), puis Disquettes Tome 1 (Dupuis, 2015).

### Vie privée
Yuio demeure à Wépion en province de Namur.
Lorsqu'il ne dessine pas, Yuio joue de la guitare.

## Œuvres

### Dessin
- Frères de la Côte : L'Héritière de Mindanao[11],[12],[31], avec Sylvain Ricard et CV7, Caravelle coll. « Migration », 2007  (ISBN 978-2-87444-029-8)
- Pages d'un Canard, 2 tomes en, auto-édition, 2007 - 2009
- Dessin d'un Canard, trois tomes en auto-édition, 2007 - 2009
- Cendrillon, avec Hélène Beney, Pouss' de Bamboo, 2012  (ISBN 978-2-8189-0906-5)
- Dessiner - illustrer : mode d'emploi en BD, Eyrolles, 2019[22],[32],[20],[24]  (ISBN 978-2-212-67729-4).

### Livres d'illustrations
- Mission Eurovision, avec Nicolas Ancion, Éditions Averbode - Récits express[33], 2007
- Le Jour où j'ai adopté un chat, avec Delphine Bolin, Averbode - Tirelire, 2007
- L'Hôtel du Bon Vent, avec Maryvonne Rebillard, Averbode, coll. « Récits express », 2008
- Un sort renversant pour Mirabelle, avec Annelise Heurtier, Averbode - Tirelire, 2008
- Journal intime..., avec Michaël Espinosa, Averbode, coll. « Récits express », 2009
- Wica, ravissante petite sorcière, avec Joëlle Van Hee, Averbode - Tirelire, 2010
- L'Ascenseur à remonter le temps, Averbode, coll. « Tirelire », 2010
- Le Grand Blanc, avec Caryl Férey, Averbode, coll. « Récits express », 2011
- Du sel sur mes lèvres avec Gaëtan Serra, Averbode, coll. « Récits express »[27]
- Mona fille de la terre avec Isabelle Darras, Ernst Klett Verlag, coll. « La France fantastique », 2014  (ISBN 9783126238151)
- Bayard et les quatre frères avec Isabelle Darras, Ernst Klett Verlag, coll. « La France fantastique », 2015  (ISBN 978-3126238168)
- La Revanche du prince des Oropaa avec Isabelle Darras, Ernst Klett Verlag, coll. « La France fantastique », 2017  (ISBN 978-3126238175).
- Back to the 80's !, avec Béatrice Ruffié, Averbode, coll. « Récits express », 2022  (ISBN 9782808136686).
- Le Cadeau d'Iktomi, avec Juliette Chaux-Mazé, Averbode, coll. « Tirelire », 2022  (ISBN 9782-808136501).

### Livres-jeux
- Les Magiciens du fer, Guillaume « Cetrix » Pracht, Makaka éditions, coll. « La BD dont vous êtes le héros », 2014  (ISBN 9782917371503)[34].
- Les Super Petits Héros: Mélange au zoo[35], Shuky, Makaka éditions, coll. « La BD dont tu es le petit héros », 2024  (ISBN 978-2367961330)

### Collectifs
- Les Nouvelles de Jules Verne en bandes dessinées[28], Petit à petit, coll. « Littérature en BD », mai 2005
Scénario : Céka - Dessin : collectif dont Yuio - Couleurs : quadrichromie -  (ISBN 2-84949-023-7)

### Jeux de société
- Takenoko[15] Un jeu de Antoine Bauza, illustré par Joël Picksel, Nicolas Fructus, Yuio, édité par Bombyx, Matagot (2011) ;
- Takenoko Chibis[16] Auteur(s) : Antoine Bauza, Corentin Lebrat, Illustrateur(s) : Nicolas Fructus, Picksel, Yuio ;
- Wiraqocha[15], jeu de plateau avec des artefacts, un léviathan et des cristaux de Somnium ;
- Dojo, jeu de Antoine Bauza, illustré par David Rakoto, Yuio, édité par Hazgaard Éditions (2011) :
- Nautilus[15], jeu de Charles Chevallier, illustré par Yuio, édité par Libellud (2012) ;
- Zombie in my Pocket[15] ;
- Karnag, jeu de Pascal Cadot, Sit Down !, 2012[15] ;
- Rockwell, jeu de Bruno Crépeault, Sit Down !, 2013[15].
- Sushi Dice, jeu de Henry Kermarrec, Sit Down !, 2014.

## Prix
- 2007 :  prix de la Grande Ourse décerné à la Fête de la BD et du livre pour enfants à Andenne pour Frères de la côte : L'Héritière de Mindanao avec Sylvain Ricard et CV7[37],[38].

#### Livres
: document utilisé comme source pour la rédaction de cet article.
- Jacques Fiérain, « Simon, Étienne alias Yuio », dans La BD dans les provinces de Liège, Namur et Luxembourg, Charleroi, Éd. l'Âge d'or, 2004, 112 p., ill. ; 31 cm (ISBN 9782960019698, OCLC 470388297, présentation en ligne), p. 96. .

#### Périodiques
- Boris, « Vous êtes vraiment mon auteur préféré : Yuio », Spirou, Dupuis, no 3473,‎ 3 novembre 2004 (ISSN 0771-8071).

#### Articles
Interviews
- Yuio (interviewé par Nicolas Anspach), « Yuio : "J’aime jouer avec les formes, et les rendre élastiques" », ActuaBD,‎ 3 novembre 2007 (lire en ligne, consulté le 3 mars 2023).
- Yuio (interviewé), « Yuio - Traits pour traits. », sur cinqmille.be, 2019 (consulté le 3 mars 2023).